# Opel Signum

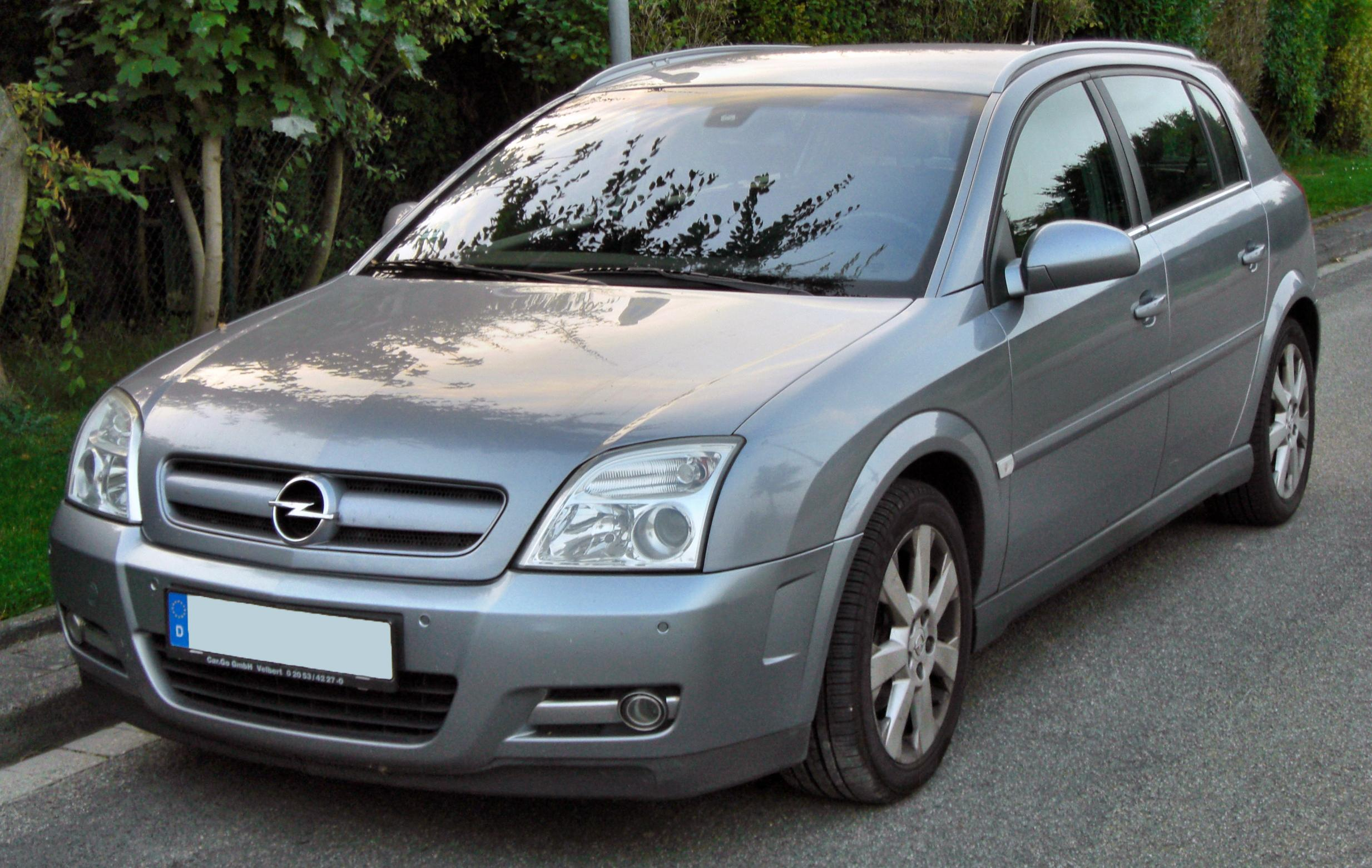
Opel Signum

Az Opel Signumot 1997-ben készítették el, mint koncepcióautót, és az addigra kiöregedő Omegát váltotta fel. A neve Signum 1 volt, még az Astrákra jellemző hűtőmaszkkal. A mai formáját 2001-ben mutatták be, egy új kategóriaként. A Vectra C-nél 13 cm-rel hosszabb, és 4 személyre tervezték. 2003-ban kezdték el gyártani és megkapta a 2005-ös facelift-et is. Gyártását 2009-ben fejezték be, amikor megjelent az Opel Insignia, fejlettebb műszaki tartalommal és modernebb külsővel.